# José Manuel Gómez Benítez
José Manuel Gómez Benítez (nacido en 1950) es un abogado español, licenciado en Derecho por la Universidad Complutense de Madrid y catedrático en Derecho Penal en la Universidad Complutense de Madrid desde 2006 y de la Universidad Carlos III de Madrid desde 1990, donde es Director de la Cátedra «Antonio Quintano Ripollés» de Derecho Penal Internacional Humanitario y de los Derechos Humanos.
 Fue, además, vocal del Consejo General del Poder Judicial desde septiembre de 2008, habiendo sido su candidatura por el turno de juristas de reconocido prestigio, a propuesta del Partido Socialista Obrero Español, hasta la nueva composición del VII Mandato del Pleno del CGPJ en diciembre de 2013.

## Juventud e inicio de su carrera
En su juventud militó en el Partido Comunista de España y en el tardofranquismo fue juzgado y encarcelado por asociación ilícita y propaganda ilegal —en dos ocasiones— por el Tribunal de Orden Público, lo que le valió el sobrenombre de «el Bravo».
Ya en los ochenta, intervino como acusación en el caso de la colza y también contra el juez Pascual Estevill. Llevó la defensa de Pilar Miró y ha sido abogado de Felipe González y de Baltasar Garzón, entre otros.

## Negociación con E.T.A
Según las actas incautadas en Francia a la organización Euskadi Ta Askatasuna, en la reunión celebrada entre los días 11 y 15 de diciembre de 2006, Gómez Benítez puso encima de la mesa de negociación los procedimientos abiertos por el Supremo y la Audiencia Nacional contra la izquierda 'abertzale'.
La Asociación Profesional de la Magistratura (APM), mayoritaria entre jueces y magistrados, pidió su inmediata dimisión como vocal del Consejo General del Poder Judicial por haber sido uno de los tres representantes del Gobierno en las negociaciones con la banda terrorista ETA durante los años 2006 y 2007.

## Posición en el caso Garzón
José Manuel Gómez Benítez fue recusado, junto a Pío Aguirre Zamorano y Miguel Carmona Ruano, en relación con la tramitación de la suspensión cautelar de Baltasar Garzón ante el caso de los crímenes del franquismo, por José Luis Mazón y Antonio Panea, los abogados de la acusación contra el juez Garzón en el juicio por el cobro de unos cursos patrocinados por el Banco Santander. Mazón y Panea aducían que estos tres jueces mantenían una estrecha amistad con el juez Garzón. El Consejo General del Poder Judicial rechazó la petición por no ser Marzón ni Panea parte en el procedimiento relevante.

## Denuncia contra el presidente del Tribunal Supremo
En mayo de 2012 denunció por malversación de caudales públicos al entonces presidente del Tribunal Supremo y del CGJP, Carlos Dívar.
Este vocal afirmó que el presidente gastó cerca de 6000 euros en viajes personales y en hoteles (la cifra creció hasta superar los 15.000 euros), aunque finalmente la Fiscalía no vio indicios de delito y archivó la causa.
Finalmente, gracias a la presión mediática, el 21 de junio de 2012 Carlos Dívar acabó presentando su dimisión.